# Heinrich Eduard Jacob
Pour les articles homonymes, voir Jacob (homonymie).
Œuvres principales
Heinrich Eduard Jacob, né Henry Edward Jacob le 7 octobre 1889 à Berlin en Allemagne et mort le 25 octobre 1967 à Salzbourg en Autriche, est un journaliste et écrivain germano-américain.

## Biographie

### Jeunesse
Henry Edward Jacob est le fils d'un directeur de banque juif. Il suit des études à Berlin d'histoire de la musique et de la littérature. Il devient journaliste et avant la Première Guerre mondiale, il s'est fait un nom comme critique de théâtre. À cette époque, il est lié aux premiers expressionnistes. Il est le premier à publier, dans un journal berlinois, un poème de Georg Heym. Il participe aux côtés de celui-ci et de Jakob van Hoddis, au Neopathetischer Kabarett de Kurt Hiller. À partir de 1911, il collabore à la revue Die Aktion de Franz Pfemfert. En 1924, il publie une anthologie expressionniste, Verse der Lebenden.

### Années viennoises
En 1928, Theodor Wolff, le rédacteur en chef du Berliner Tageblatt le nomme à la tête du bureau du journal pour l'Europe centrale qui se trouve à Vienne. C'est dans cette ville qu'il écrit plusieurs de ses romans. La prise du pouvoir en Allemagne par les Nazis en 1933, lui fait perdre son emploi, Wolff devant fuir et émigrer en France.
Son roman Blut und Zelluloid fait partie de la première liste d'ouvrages interdits par le régime nazi. Il parvient encore en 1934 à publier Sage und Siegeszug des Kaffees chez Rowohlt, avant d'être totalement interdit de publication dans le Troisième Reich. Ses livres suivants paraissent chez les éditeurs spécialisés dans la littérature de l'exil, Julius Kittl à Mährisch Ostrau et Querido à Amsterdam.

### Exil

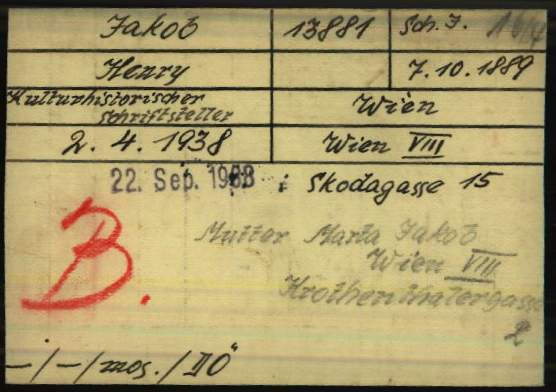
Carte d'enregistrement de Heinrich Eduard Jacob en tant que prisonnier dans le camp de concentration nazi de Dachau

En 1938, l'Anschluss avec l'Autriche le fait tomber aux mains des Nazis. Arrêté, il est interné au camp de concentration de Dachau, avant d'être transféré à Buchenwald. Un oncle américain, Michael J. Barnes, intercède en sa faveur auprès des autorités américaines qui réclament sa libération à l'Allemagne. Libéré le 10 janvier 1939, il émigre vers la Grande-Bretagne puis en 1940 aux États-Unis.
Aux États-Unis il publie dans des revues de l'exil, tel que Der Aufbau. En 1944, sort en anglais son histoire du pain, Six thousand years of bread. Le 28 février 1945, Jacob devient citoyen américain. Dans les dix dernières années de sa vie, il séjourne souvent en Europe, à Munich, Hambourg, Zurich, Salzbourg. Sa santé s'est cependant dégradée, une situation aggravée par une dépression qui l'empêche de se concentrer longtemps et qui fait qu'il ne publie plus après 1959. Il meurt en Autriche à Salzbourg.

## Œuvre

### Romans
Les premières œuvres de fiction de Jacob sont imprégnées de l'expressionnisme littéraire allemand, sans pour autant se rattacher à ce mouvement littéraire. Son premier roman, Der Zwanzigjährige, est publié en 1918. Ses romans suivants sont dans le sillage de la Neue Sachlichkeit (« Nouvelle Objectivité »), style littéraire de l'Allemagne des années 1920. C'est le cas de Blut und Zelluloid de 1929 qui mêle l'atmosphère du monde du cinéma et celui de la politique de l'époque. Le livre s'inspire de la participation de Jacob au Congrès du film de Paris de 1926, avec en toile de fond un conflit entre la France et l'Italie. Le livre est un Zeitroman (« roman actuel »), un genre qui fleurit dans la République de Weimar.

### Non-fiction
Jacob se réclame de son vivant comme le créateur du terme Sachbuch qui désigne un livre de non-fiction consacré à un thème précis. Il obtient des succès importants avec son livre consacré à l'histoire du café, Sage und Siegeszug des Kaffees de 1934, et son histoire du pain, Six thousand years of bread qui sera traduit dans de nombreuses langues. La version française paraît en 1958 aux éditions du Seuil. Il publie également des biographies de musiciens où, au-delà du personnage, il fournit un tableau de l'époque. Sa biographie de Joseph Haydn est un ouvrage de référence, avec une préface de Thomas Mann élogieuse.

## Ouvrages
- 1912 : Das Leichenbegräbnis der Gemma Ebria, nouvelles, Erich Reiß
- 1918 : Das Zwanzigjährige, roman, Georg Müller
- 1919 : Beaumarchais und Sonnenfels, théatre, Georg Müller
- 1920 : Der Tulpenfrevel, théatre, Rowohlt
- 1928 : Jacqueline und die Japaner, roman, Rowohlt
- 1930 : Blut und Zelluloid, roman, Rowohlt
- 1931 : Die Magd von Aachen. Eine von siebentausend, roman, Zsolnay
- 1932 : Liebe in Üsküb, roman, Zsolnay
- 1932 : Ein Staatsmann strauchelt, roman, Zsolnay
- 1934 : Sage und Siegeszug des Kaffees, non-fiction, Rowohlt
- 1935 : Der Grinziger Taugenichts, Querido Verlag
- 1944 : Six thousand years of bread, non-fiction, New-York, Doubleday & Doran
- 1950 : Joseph Haydn. Seine Kunst, seine Zeit, Sein Ruhm, Wegner Verlag
- 1959 : Felix Mendelssohn und seine Zeit, S. Fischer Verlag

## Sources
- (de) Manfred Brauneck (éditeur), 1995, Autorenlexikon deutschsprachiger Literatur des 20. Jahrhunderts, Reineck bei Hamburg, Rowohlt.
- (de) Hans J. Schütz, « Ein deutscher Dichter bin ich einst gewesen ». Vergessene und verkannte Autoren des 20. Jarhunderts, Munich, Verlag C. H. Beck, 1988.